# 歯肉溝
歯肉溝（しにくこう）は、歯組織において、エナメル質と歯肉の境目にある溝を指す。健康な歯周溝の場合2ミリメートル以内である。歯肉が病的に腫れ、歯肉溝が深くなったものを歯肉ポケットあるいは仮性ポケットという。またポケット底部が歯根側に移動することにより深くなったものを歯周ポケットあるいは真性ポケットとよぶ。